# Метсакюла (Гяедемеесте)
Метсакюла (ест. Metsaküla) — село у волості Гяедемеесте, повіту Пярнумаа. У метсакюла у 2021 році зареєстровано 65 мешканців.